# Arnaldo Dello Sbarba
Arnaldo Dello Sbarba (Volterra, 12 agosto 1873 – Pisa, 28 gennaio 1958) è stato un politico e avvocato italiano.

## Biografia
Laureato in giurisprudenza, avvocato. Massone, non si sa dove e quando fu iniziato, ma il 25 maggio 1912 fu affiliato Maestro massone nella Loggia Etruria di Volterra. 
Inizialmente esponente del Partito Socialista Italiano, divenne deputato del Regno a inizio del 1912, pochi mesi dopo passò al Partito Socialista Riformista Italiano. Venne rieletto alla Camera anche alle elezioni politiche del 1913, del 1919 e del 1921. 
Fu ministro del Lavoro e della Previdenza sociale nei due governi Facta nel 1922. In carica nei giorni della Marcia su Roma, secondo una ricostruzione saltò la riunione d'urgenza con gli altri ministri dove si sarebbe deciso per il cosiddetto "Stato d'assedio del 28 ottobre" in quanto si trovava con l'amante, pertanto chiese di poter firmare anche senza la partecipazione in presenza, venendo accontentato. Alla fine il decreto non venne mai promulgato dal Re e quindi il governo Facta si dimise. Il suo mandato parlamentare si concluse nel 1924, quando non si ricandidò alle elezioni.
Successivamente tornò a Pisa, dove svolse l'attività di procuratore legale. Nel dopoguerra divenne presidente della Cassa di risparmio di Pisa e della Società immobiliare pisana, oltre che consigliere dell'Istituto di credito agrario per la Toscana.
Morì all'età di 84 anni nel gennaio 1958.